# Tropidophis taczanowskyi
Espèce
Synonymes
- Ungalia taczanowskyi Steindachner, 1880

Statut CITES
Tropidophis taczanowskyi est une espèce de serpents de la famille des Tropidophiidae.

## Répartition
Cette espèce se rencontre au Pérou, en Équateur et au Brésil.

## Description
C'est un serpent vivipare.

## Parasites
Ce serpent peut être parasité par le cestode Vaucheriella bicheti.

## Publication originale
- (de) Steindachner, 1880 : Über eine neue peruanische Ungalia-Art, Ungalia taczanowskyi. Sitzungsberichte der Kaiserlichen Akademie der Wissenschaften in Wien, vol. 80, no 1, p. 522-525 (texte intégral).